# Kōtarō Oshio
Kotaro Oshio (押尾 コータロー Oshio Kōtarō?, 押尾 光太郎) es un guitarrista y compositor japonés nacido en  Suita (Osaka) el 1 de febrero de 1968. En 2019 fue elegido segundo mejor guitarrista de Japón.

## Biografía
La música de Oshio ha sido clasificada dentro de varias categorías que incluyen pop, new age y jazz. Su forma de tocar se caracteriza por el empleo de la técnica fingerpicking, el uso de la afinación DADGAD y un estilo de rasgueo único conocido como "ataque de uñas" en el que golpea las cuerdas con las uñas de sus dedos medio y anular, inspirado en el guitarrista estadounidense Michael Hedges. Si bien sus álbumes incluyen principalmente material original, Oshio también es conocido por sus versiones y por sus aportaciones a bandas sonoras de películas. 
Oshio lanzó su debut discográfico en diciembre de 1999 con álbum homónimo publicado mediante una discográfica independiente. En 2001 publicó un segundo álbum, Love Strings. El tema "Blue Sky", perteneciente a este segundo trabajo fue seleccionado como banda sonora de un conocido Talk Show japonés, lo que le ayudó a darse a conocer. En julio de 2002, lanzó su primer álbum con un sello discográfico importante , Starting Point, y actuó en el Festival de Jazz de Montreux donde compartió escenario con B. B. King.

## Discografía
- Kotaro Oshio (1999)
- Love Strings (2001)
- Starting Point ( 2002)
- Dramatic (2003)
- Be Happy (2004)
- BOLERO!Be Happy Live (2004)
- Panorama (2005)
- Blue sky〜Kotaro Oshio Best Album〜 (2006)
- Color of Life (2006)
- Nature Spirit (2008)
- You & Me (2008)
- Tussie Mussie (2009)
- Eternal Chain (2009)
- Hand to Hand  (2011)
- Reboot & Collabo. (2013)
- Pandora (2014)
- Tussie Mussie II -Love Cinema- (2015)
- KTRxGTR (9 de noviembre de 2016)
- PICK POP! 〜J-Hits Acoustic Covers〜 (2018)
- Encounter (2019)
- PASSENGER (2020)
- 20th Anniversary "My Guitar, My Life" (2022)